# Tuyên Huyên
Tuyên Huyên (tiếng Anh: Jessica Hsuan, tiếng Trung: 宣萱; bính âm: Xuān Xuān; [IPA: syn hyn]; sinh ngày 18 tháng 8 năm 1970) là một nữ diễn viên người Hồng Kông.
Được đánh giá là một diễn viên tài năng của TVB, Tuyên Huyên có khả năng diễn xuất khá tốt, từ những vai hài hước đến tâm lý tình cảm, với việc thể hiện thành công nhiều vai diễn lớn nhỏ, Tuyên Huyên luôn giữ vững danh hiệu "Nữ diễn viên được yêu thích" tại TVB trong nhiều năm liền. Tuyên Huyên còn được mệnh danh là một trong những "Ngũ Đại Hoa Đán" của hãng TVB vào cuối thập niên 90 cùng với Trương Khả Di, Thái Thiếu Phân, Quách Khả Doanh và Trần Tuệ San.

## Tiểu sử và sự nghiệp
Tuyên Huyên sinh ngày 18 tháng 8 năm 1970 tại Hồng Kông. Có ba là doanh nhân nhiều năm kinh doanh tại Singapore, có mẹ là Quản lý cấp cao ở hãng hàng không và một anh trai lớn hơn Tuyên Huyên vài tuổi. Tuyên Huyên là tên thật được Mẹ của Tuyên Huyên suy nghĩ nhiều ngày để đặt, 宣萱 được phát âm giống nhau trong cả tiếng Quan thoại và tiếng Thượng Hải. Cũng như tên tiếng Anh của Tuyên Huyên cũng được Mẹ chọn tỉ mỉ, Jessica Hester Hsuan. Hester là tên đệm lấy từ tên của Mẹ Tuyên Huyên.
Năm 13 tuổi, Tuyên Huyên cùng anh trai đã được gia đình gửi sang Anh Quốc du học. Lúc bấy giờ Tuyên Huyên học Trung học tại trường Nữ sinh nội trú phía Đông nước Anh. Lên đại học Tuyên Huyên học ngành "Kỹ sư Vật liệu công trình" (Material & Engeneering). Suốt thời niên thiếu ở nước ngoài, Tuyên Huyên đã rèn luyện cho mình kỹ năng phát âm tiếng Anh tốt. Sau khi tốt nghiệp, cảm thấy mình không phù hợp với công việc đã học Tuyên Huyên trở về Hồng Kông. Tham gia 1 vài vở kịch, với sự lém lỉnh thông minh thể hiện trên khuôn mặt, Tuyên Huyên đã được 1 hãng bánh kẹo mời quay một mẫu quảng cáo nhỏ Chocolate và Nestlé. Cầm trong tay đơn xin việc ở hãng hàng không Cathay Pacific, nhưng định mệnh thay Tuyên Huyên nhận được điện thoại của bên công ty tìm kiếm tài năng trẻ cho đài Truyền hình TVB, Tuyên Huyên đã được hãng truyền hình TVB phát hiện qua mẫu quảng cáo đó và quyết định mời Tuyên Huyên ký hợp đồng làm việc tại hãng. Khởi đầu công việc ở TVB Tuyên Huyên đảm nhận vai trò MC cho chương trình K100. Tuyên Huyên đã phát huy được tính vui nhộn và đáng yêu của mình khá tốt. Bước dạo chơi nhẹ trong thế giới giải trí đó Tuyên Huyên chỉ đơn giản là muốn giải lao sau hơn 10 năm học hành ở nước ngoài.
Ít lâu sau đó, Tuyên Huyên chính thức trở thành diễn viên xuất hiện trong bộ phim truyền hình TVB "Truy Nhật Hào Hùng" là vào năm 1993, bên cạnh các diễn viên như Trương Vệ Kiện, Vạn Tử Lương, Chu Ân và Trần Pháp Dung... Nhận thêm nhiều vai nữ chính thứ 2 trong các bộ phim tiếp theo như "Người yêu muôn thuở", Tuyên Huyên đã chứng minh cho mọi người thấy khả năng diễn xuất của mình hoàn toàn có thể thuyết phục những khán giả được xem là khó tính nhất.
Tuyên Huyên liên tục xuất hiện trong các bộ phim sau đó như Bùng Nổ (bên cạnh Ngô Khải Hoa, Ôn Triệu Luân); Hồ Sơ Công Lý IV, V (Âu Dương Chấn Hoa, Trần Tú Văn); Thiên Địa Nam Nhi (Trương Trí Lâm, Cổ Thiên Lạc, Trần Tùng Linh) ...Nhưng cơ hội thật sự đến với Tuyên Huyên là vào năm 1997. Với vai diễn Thiệu Phương Phương trong bộ phim "Huynh Đệ Song Hành", Tuyên Huyên đã đánh dấu một bước tiến quan trọng của sự nghiệp diễn xuất của mình. Bộ phim thành công vượt cả mong đợi, tên tuổi của Tuyên Huyên sáng chói một cách nhanh chóng. Thành công đó cũng đã mang đến cho Tuyên Huyên nhiều cơ hội mới khi TVB cho xây dựng lại vở kịch cùng tên "Huynh đệ song hành" biểu diễn trên các sân khấu lớn nhỏ. Ngoài ra cũng sản xuất thêm 1 album ca nhạc gồm những bài hát do dàn diễn viên chính trình bày.
Từ đó, Tuyên Huyên trở thành diễn viên hàng đầu của TVB. Sau bộ phim "Huynh Đệ Song Hành", Tuyên Huyên xuất hiện khá nhiều trong các bộ phim tiếp theo, cũng với tính cách vui nhộn, hài hước và dễ thương của mình.
Dù không được đào tạo qua trường lớp bài bản nhưng Tuyên Huyên được coi là một diễn viên thực sự có tài năng. Tuyên Huyên có thể vào các vai diễn rất đa dạng từ hài hước như "Thiên Định Kỳ Duyên", "Mỹ Vị Thiên Vương"... đến tâm lý tình cảm như "Hồ Sơ Công Lý", "Hồ Sơ Trinh Sát IV", "Lực lượng Hải Quan". Năm 1999, Giám chế phim "Hồ sơ trinh sát 4" muốn tìm kiếm sự mới lạ cho dàn diễn viên cũ và nội dung tình cảm của ba phần trước nên cặp đôi Tuyên Huyên và Cổ Thiên Lạc được thêm vào, chuyện tình nhiều gian truân của Từ Phi và Tiếu Quân cùng với cái kết thúc đau buồn đó sau khi qua tay Cổ Thiên Lạc và Tuyên Huyên xây dựng đã làm cho khán giả thật sự khắc cốt ghi tâm. Cùng năm đó, Tuyên Huyên danh dự bước lên trên đài nhận giải "Nữ diễn viên chính được yêu thích nhất 1999" cho vai Võ Tiếu Quân.
Với khuôn mặt mang nhiều nét hiện đại nên thời gian đầu Tuyên Huyên ít được thử sức ở các phim cổ trang, thể loại mà hình thể diễn viên cần phù hợp với tạo hình. Nhưng sau đó Tuyên Huyên quyết định thử sức ở thể loại phim cổ trang, TVB giao vai diễn cho Tuyên Huyên ở thể loại này trong các bộ phim như "Bức Màn Bí Mật" (2000), "Đôi Đũa Lệch" (2002)... Dù có nhiều lời phê bình phong cách hiện đại của Tuyên Huyên làm át đi tính cổ trang mà bộ phim đòi hỏi, nhưng Tuyên Huyên đã diễn tròn vai của mình một cách thuyết phục ở thể loại phim cổ trang này. Trong số đó, thành công nhất không thể không nhắc đến bộ phim Cỗ Máy Thời Gian (2001) Tuyên Huyên xuất hiện bên cạnh người bạn diễn chung khá nhiều phim trước đó là Cổ Thiên Lạc. Ngoài ra, bộ phim còn có các diễn viên trẻ khác như Đằng Lệ Minh, Quách Thiện Ni... tham gia diễn xuất. Năm 2002, Tuyên Huyên đảm nhận một vai diễn khá ấn tượng và là một thử thách đối với Tuyên Huyên trong bộ phim "Thế giới Muôn Màu". Cô gái khiếm thị tên Lạc Nhi, sống trong bóng tối nhưng tâm hồn rất trong sáng và nhìn cuộc đời lạc quan. Cùng xuất hiện bên cạnh Lâm Bảo Di, Tuyên Huyên đã tạo nên một cái nhìn mới trong "thế giới muôn màu". Tuyên Huyên thể hiện tâm lý nhân vật khá xuất sắc và khán giả càng ngày càng yêu mến cô diễn viên tài năng này. Năm 2003, bộ phim Đôi Đũa Lệch do Tuyên Huyên và Quách Tấn An thủ vai chính được phát sóng đã rất thành công khi đạt được tỉ suất khán xem đài cao nhất từ trước đến nay của TVB.
Không mang nét đẹp nghiêng nước nghiêng thành nhưng gương mặt và nụ cười của Tuyên Huyên dường như có một sức thu hút kì lạ, khiến khán giả không thể không chú ý khi xem phim. Tuy là diễn viên tay ngang nhưng diễn xuất của Tuyên Huyên khá tự nhiên và tự tin, khôn khéo trong cách xử lý các tình huống nội tâm của nhân vật bằng những cử chỉ tinh tế. Có người cho rằng các vai diễn của Tuyên Huyên na ná giống nhau. Có lẽ không sai, nhưng giữa những cái na ná đó thì Tuyên Huyên đã tách rời các nhân vật của mình qua cách diễn với những độ sâu khác nhau. Tuyên Huyên là một diễn viên kì lạ. Ngoài đời Tuyên Huyên rất hoạt bát, nhanh nhẹn nhưng khi đưa những tính cách ấy vào vai diễn thì lại không được thật lắm. Ngược lại, khi đảm nhận những vai đòi hỏi có chiều sâu, trầm lắng trong các phim thì diễn xuất của Tuyên Huyên lại rất đạt.
Tháng 9 năm 2011, Tuyên Huyên rời đài TVB kết thúc 18 năm làm diễn viên trực thuộc của nhà đài. Năm 2012, Tuyên Huyên bất ngờ tăng cân và phát hiện ra bản thân bị bệnh tuyến giáp . Cùng lúc đó sự nghiệp của Tuyên Huyên cũng chững lại. Sau nhiều lần xem xét kịch bản và lời mời của TVB, năm 2016, Tuyên Huyên trở lại với TVB quay 2 bộ phim "Nữ nhân không biết nhõng nhẽo" và "Sứ đồ hành giả 2" nhận được nhiêu lời khen ngợi của khán giả. Đặc biệt là với bộ phim "Nữ nhân không biết nhõng nhẽo" đã mang lại cho Tuyên Huyên nhiều trải nghiệm mới mà sau này Tuyên Huyên từng chia sẻ "Sau 26 năm trong nghề, cuối cùng tôi cũng có vai diễn để đời" 
Tháng 11 năm 2017, Tuyên Huyên tạm ký hợp đồng "theo công việc" với quản lý Ronnie của Cổ Thiên Lạc.

## Đời sống riêng
Cuộc sống tình cảm riêng tư của Tuyên Huyên không gặp được may mắn như con đường sự nghiệp. Năm 1993-1994, khi vừa mới bước chân vào làng giải trí Hong Kong, Tuyên Huyên đã quen và gặp gỡ nam diễn viên Trương Vệ Kiện. Mối tình của họ kéo dài hai năm thì tan rã. Tuy đã chia tay nhau nhưng cả hai vẫn xem nhau là bạn.
Sau khi chia tay Trương Vệ Kiện, vài năm sau Tuyên Huyên quen bạn trai mới là thương gia Vinh Văn Hàn, mối tình kéo dài sáu năm và sau đó là nha sĩ Trần Kiến Vỹ. Cuối năm 2009, Tuyên Huyên công khai cặp bồ với bác sĩ thú y Ruan Bester , nhưng đến 7/2011 thì chia tay. Tháng 6/2014 Tuyên Huyên công khai hẹn hò với bạn trai người Ý . Tuy không công khai chia tay như những người bạn trai trước, nhưng người hâm mộ Tuyên Huyên đều biết hiện giờ Tuyên Huyên vẫn còn độc thân.
Tuyên Huyên thường được giới truyền thông cho rằng có tình cảm với hai nam diễn viên thường đóng chung với cô trong nhiều bộ phim là La Gia Lương và Cổ Thiên Lạc, nhưng Tuyên Huyên đã lên tiếng phủ nhận thông tin này và cho rằng họ chỉ là bạn bè.

## Giải thưởng
- 1995: Giải thưởng Tạp chí Next: Top 10 Nghệ sĩ - Hạng 8
- 1997: Lễ trao giải TVB: Phim truyền hình xuất sắc nhất - Phim "Huynh đệ song hành"
- 1999: Lễ trao giải TVB: Nữ Diễn viên chính xuất sắc nhất - Võ Tiếu Quân (Hồ Sơ Trinh Sát IV)
- 2000: Lễ trao giải TVB: Nhân vật Truyền hình được yêu thích - Phùng Mãn Phấn (Lực lượng Hải Quan)
- 2000: Giải thưởng Tạp chí Next: Top 10 Nghệ sĩ - Hạng 2
- 2001: Lễ trao giải TVB: Nhân vật Truyền hình được yêu thích - Ô Đình Phương (Cỗ Máy Thời Gian)
- 2002: Lễ trao giải TVB: Nhân vật Truyền hình được yêu thích - Trình Thiên Lam (Bước Ngoặt Cuộc Đời)
- 2002: Giải thưởng Tạp chí Next: Top 10 Nghệ sĩ - Hạng 2
- 2003: Lễ trao giải TVB: Cặp Đôi được yêu thích nhất (Tuyên Huyên & Quách Tấn An - Đôi Đũa Lệch)
- 2003: Lễ trao giải TVB: Nhân vật Truyền hình được yêu thích - Lăng Thể Phụng (Đôi Đũa Lệch)
- 2003: Giải thưởng Tạp chí Next: Top 10 Nghệ sĩ - Hạng 1
- 2004: Lễ trao giải TVB: Nhân vật Truyền hình được yêu thích - Phàn Lê Huê (Lương Duyên Tiền Định)
- 2005: Giải thưởng Tạp chí Next: Top 10 Nghệ sĩ - Hạng 3
- 2005: Giải diễn viên thời thượng tại TQ do Sina weibo bình chọn.
- 2006: Giải thưởng Tạp chí Next: Top 10 nghệ sỹ - Hạng 2
- 2006: Giải thưởng Tạp chí Next: Diễn viên có làn da đẹp nhất.
- 2007: Asian Television Awards 2007 - Diễn viên hài xuất sắc nhất - Runner-up - Parental Guidance
- 2007: Giải thưởng tạp chí Minh Báo - Diễn viên được yêu thích nhất - Lý Thanh Vân - "Cạm bẫy"
- 2008: Giải thưởng Tạp chí Next: Top 10 Nghệ sĩ - Hạng 2
- 2008: Astro Wah Lai Toi Malaysia: Nhân vật Truyền hình được yêu thích - Lý Thanh Vân - "Cạm Bẫy"
- 2008: Giải thưởng Tạp chí Weekly: Top 10 nữ nghệ sĩ - Hạng 1
- 2013: Quốc Kịch Thượng Điển: Nhân vật Truyền hình được yêu thích nhất - Mã Phức Phương - "Hương Thảo Dược Tình Yêu"
- 2016: Liên hoan Phim Quốc tế Macau - Nữ diễn viên phụ xuất sắc nhất - "The Kid From The Big Apple"
- 2017: Astro Wah Tai Loi Malaysia: Nữ diễn viên chính xuất sắc nhất - Lăng Mẫn - "Nữ nhân không biết nhõng nhẽo"
- 2017: Starhub TVB Awards: Nhân vật truyền hình được yêu thích nhất - Lăng Mẫn - "Nữ nhân không biết nhõng nhẽo"
- 2017: ELLE style Award - ELLE Spirit Award - "Nữ nhân không biết nhõng nhẽo"
- 2017: The 2nd Audience at Civic TV Awards - Nữ diễn viên chính xuất sắc nhất - Lăng Mẫn - "Nữ nhân không biết nhõng nhẽo"
- 2017: 2017 Hong Kong Television Awards - Nữ diễn viên chính xuất sắc nhất - Lăng Mẫn - "Nữ nhân không biết nhõng nhẽo"
- 2017: Weibo Star Awards: Nữ diễn viên Hong Kong được yêu thích nhất - "Nữ nhân không biết nhõng nhẽo"
- 2017: Weibo Star Awards: Cặp đôi màn ảnh được yêu thích nhất - Mall & Gordon - "Nữ nhân không biết nhõng nhẽo"
- 2017: Elite Awards - Tạp chí Minh Báo: Ngôi sao nổi tiếng trên mạng xã hội - "Nữ nhân không biết nhõng nhẽo"
- 2018: Harper Bazzar - Icon 2018

## Danh sách phim

### Phim truyền hình
| Năm  | Tên Tiếng Anh                    | Tên Phim Tiếng Việt                | Vai Diễn                    | Hãng sản xuất        | Rating                                          |
| ---- | -------------------------------- | ---------------------------------- | --------------------------- | -------------------- | ----------------------------------------------- |
| 1993 | The Edge Of Righteousness        | Truy Nhật Hào Hùng                 | Diệp Mẫn                    | TVB                  |                                                 |
| 1994 | Eternity                         | Người Yêu Muôn Thuở                | Hạ Gia Huệ                  | TVB                  |                                                 |
| 1994 | Master Of Martial Arts           | Lương Khoan Can Trường             | Lâm Tú Tinh                 | TVB                  |                                                 |
| 1994 | Happy Harmony                    | Hạnh Phúc Đâu Tự Có                | Phùng Trình Trình           | TVB                  |                                                 |
| 1994 | Class Of Distinction             | Xin Chào Thầy                      | Chương Tâm Di               | TVB                  |                                                 |
| 1995 | File Of Justice IV               | Hồ Sơ Công Lý 4                    | Trình Nhược Huy (Samantha)  | TVB                  |                                                 |
| 1995 | A Good Match From Heaven         | Thiên Đình Kỳ Duyên                | Hồng Tơ Tơ                  | TVB                  |                                                 |
| 1996 | Cold Blood Warm Heart            | Thiên Địa Nam Nhi                  | Tuyết Ngưng (Michelle)      | TVB                  |                                                 |
| 1996 | Outburst                         | Bùng Nổ                            | Lâm Xuyến                   | TVB                  |                                                 |
| 1997 | File Of Justice V                | Hồ Sơ Công Lý 5                    | Trình Nhược Huy (Samantha)  | TVB                  |                                                 |
| 1997 | Old Time Buddy                   | Huynh Đệ Song Hành                 | Thiệu Phương Phương         | TVB                  | 34 điểm, cao nhất 41 điểm                       |
| 1997 | A Recipe For The Heart           | Mỹ vị thiên vương                  | Lương San San               | TVB                  | 32 điểm, cao nhất 41 điểm                       |
| 1998 | Secret Of The Heart              | Bí Mật Của Trái Tim                | Đổng Nhược Nghiên (Kelly)   | TVB                  | 35 điểm, cao nhất 45 điểm                       |
| 1998 | Rural Hero                       | Người Hùng đảo Bình Châu           | Chỉ Tâm                     | TVB                  | 34 điểm, cao nhất 43 điểm                       |
| 1999 | Man's Best Friend                | Chú Chó Thông Minh                 | Dịch Lãng (Wing)            | TVB                  | 30 điểm, cao nhất 36 điểm                       |
| 1999 | Detective Investigation Files IV | Hồ Sơ Trinh Sát 4                  | Võ Tiếu Quân (Quin)         | TVB                  | 30 điểm, cao nhất 39 điểm                       |
| 1999 | Game Of Deceit                   | Trò Chơi May Rủi                   | Giang Ngọc Lân              | TVB                  | 28 điểm, cao nhất 36 điểm                       |
| 2000 | Witness To A Prosecution         | Bức Màn Bí Mật                     | Đường Tư                    | TVB                  | 33 điểm, cao nhất 44 điểm                       |
| 2000 | When Dreams Come True            | Ước Mơ Và Hiện Thực                | Mỹ Chân                     | TVB                  | 29 điểm, cao nhất 36 điểm                       |
| 2000 | A Matter Of Customs              | Lực lượng Hải Quan                 | Phùng Mãn Phấn (Moon)       | TVB                  | 31 điểm, cao nhất 40 điểm                       |
| 2001 | A Step Into The Past             | Cỗ máy thời gian                   | Ô Đình Phương               | TVB                  | 33 điểm, cao nhất 46 điểm                       |
| 2002 | Invisible Journey                | Thế giới Muôn Màu                  | Lâm Lạc Nhi                 | TVB                  | 25 điểm, cao nhất 36 điểm                       |
| 2002 | Golden Faith                     | Bước Ngoặt Cuộc Đời                | Trình Thiên Lam (Rachel)    | TVB                  | 29 điểm, cao nhất 43 điểm                       |
| 2002 | Burning Flame 2                  | Đội Cứu Hỏa Anh Hùng               | Linh (Khách mời)            | TVB                  | 30 điểm, cao nhất 38 điểm                       |
| 2002 | Square Pegs                      | Đôi Đũa Lệch                       | Lăng Thể Phụng              | TVB                  | 37 điểm, cao nhất 46 điểm                       |
| 2002 | Where Is My Love                 |                                    |                             | Trung Quốc           |                                                 |
| 2003 | A Chinese Ghost Story            | Thiện Nữ U Hồn                     | Yến Hồng Diệp               | Đài Loan             |                                                 |
| 2004 | Lady Fan                         | Lương Duyên Tiền Định              | Phàn Lê Huê                 | TVB                  | 29 điểm, cao nhất 36 điểm                       |
| 2004 | A Handful Of Love                | Ba Họ Một Nhà                      | Cốc Huệ Đình                | TVB                  | 28 điểm, cao nhất 38 điểm                       |
| 2005 | Life Made Simple                 | Chuyện Chàng Vượng                 | Huỳnh Kỳ Phụng (Catherine)  | TVB                  | 34 điểm, cao nhất 43 điểm                       |
| 2005 | Just Love                        | Bà Nhà Tôi                         | Cao Hy Mẫn (Honor)          | TVB                  | 32 điểm, cao nhất 37 điểm                       |
| 2006 | Tin Foh                          | Thiên Hỏa                          | Hoa Ức Liên                 | Trung Quốc           |                                                 |
| 2006 | Dicey Business                   | Cạm Bẫy                            | Lý Thanh Vân                | TVB                  | 31 điểm, cao nhất 40 điểm                       |
| 2006 | Below The Lion Rock              | Dưới Chân Núi Sư Tử                | Ngãi Mỹ                     | RTHK                 |                                                 |
| 2007 | The Drive Of Life                | Vòng Xoay Cuộc Đời                 | Hoa Thanh Du (Carmen)       | TVB + CCTV           | 31 điểm, cao nhất 39 điểm                       |
| 2007 | Parental Guidance                |                                    | Trác Linh                   | Singapore (Sitcom)   |                                                 |
| 2008 | Healing Souls                    | Tâm Hồn Cao Thượng                 | Gu Lan                      | Trung Quốc           | ATV phát sóng: 4 điểm                           |
| 2008 | Parentel Guidance 2              |                                    | Trác Linh                   | Singapore (Sitcom)   |                                                 |
| 2009 | Just Love 2                      | Bà Nhà Tôi 2                       | Cao Hy Mẫn (Honor)          | TVB                  | 28 điểm, cao nhất 33 điểm                       |
| 2009 | Sisters Of Pearl                 | Tỳ Vết Của Ngọc                    | Chu Bích Hà                 | TVB                  | 27 điểm, cao nhất 36 điểm                       |
| 2009 | ICAC Investigator 2009           | Đội hành Động Liêm Chính           | Quách Duyệt Văn (Annie)     | TVB + RTHK           | Tập 1: 21 điểm                                  |
| 2010 | A Pillow Case of Mystery II      | Kỳ án nhà Thanh II                 | Ngô Quân Nhu                | TVB                  | 31 điểm, cao nhất 39 điểm                       |
| 2010 | Gun Metal Grey                   | Hình Cảnh                          | Hứa Văn Khiêm (Kim)         | TVB                  | 30 điểm, cao nhất 36 điểm                       |
| 2011 | Bountiful Blessings              | Vạn Phúc Lầu                       | Huỳnh Phúc Hỷ               | Singapore            |                                                 |
| 2011 | Curse Of the Royal Harem         | Vạn Phụng Chi Vương                | Nữu Hổ Lộc Y Lan            | TVB                  | 30 điểm, cao nhất 43 điểm                       |
| 2012 | Love Amongst War                 | Hoàng tử lưu lạc                   | Vương Bảo Xuyến             | Trung Quốc           | top 15 rating 2012                              |
| 2012 | Tiger Cubs                       | Phi Hổ                             | Trang Trác Hoa              | TVB (Phim cuối tuần) | 28 điểm, cao nhất 31 điểm                       |
| 2012 | Tân Đô thị Nhân                  | Người Đô thị                       | Hồ Đào                      | Trung Quốc           |                                                 |
| 2012 | Refresh 3+7                      | Đổi Mới 3+7                        | Vu Tĩnh                     | Trung Quốc           |                                                 |
| 2013 | The War Of Beauties              | Hương Thảo Dược Tình Yêu           | Mã Phức Phương              | Trung Quốc           |                                                 |
| 2015 | Elite Brigade 3                  | Hỏa Tốc Cứu Binh 3                 | Triệu Lệ Phương             | RTHK (Tập 1,4)       | 21 điểm (TVB hỗ trợ phát sóng)                  |
| 2016 | The Hiddens                      | Ẩn Thế Giả Môn                     | Vi Minh                     | Malay-Nhật-HK        |                                                 |
| 2016 | My Unfair Lady                   | Nữ Nhân Không Biết Nhõng Nhẽo      | Lăng Mẫn (Molly Ling)       | TVB                  | 29 điểm, cao nhất 29.3 điểm                     |
| 2016 | Line Walker 2- The prelude       | Sứ đồ hành giả 2                   | Thi Gia Lợi (Scarlett)      | TVB + Tecent         | 25 điểm. cao nhất 28 điểm 3 tỷ người xem online |
| 2016 | 吃素的小爸我爱你                 | Người cha nhỏ ăn chay. Con yêu cha | Carameo (phim chiếu online) | Trung Quốc           |                                                 |
| 2017 | The Twin Flower Legend           | Mộc cẩn hoa tây nguyệt cẩm tú      |                             | Trung Quốc           |                                                 |
| 2018 | 听雪楼                           | Thính Tuyết Lâu                    | Hoa Liên                    | Trung Quốc           |                                                 |
| 2020 |                                  | Trường Tương Thủ                   | Hoa phu nhân                | Trung Quốc           |                                                 |

### Các clip sales đã tham gia
| Năm  | Tên dự án quay clip sales     | Tình trạng                                                                   |
| ---- | ----------------------------- | ---------------------------------------------------------------------------- |
| 1999 | Chú chó thông minh            | Đã tham gia quay phim và phát sóng.                                          |
| 2000 | Trương Bảo Tử                 | Phim không được khởi quay. Năm 2013 TVB cho quay phim này với dàn DV mới.    |
| 2001 | Lực lượng phản ứng 3          | Không tham gia quay phim này. Năm 2001 TVB cho quay phim này với dàn DV mới. |
| 2003 | Quỷ mê tâm khiếu              | Phim không được khởi quay.                                                   |
| 2004 | Phàn Lê Huê                   | Đã tham gia quay phim và phát sóng.                                          |
| 2005 | Thái Cực                      | Phim không được khởi quay. Năm 2018 TVB cho quay phim này với dàn DV mới.    |
| 2007 | Bao la vùng trời 2            | Phim không được khởi quay. Năm 2013 TVB cho quay phim này với dàn DV mới.    |
| 2007 | Vòng xoay cuộc đời            | Đã tham gia quay phim và phát sóng.                                          |
| 2009 | Chương trình Hoạt trứ - Being | Đã tham gia quay phim và phát sóng.                                          |
| 2009 | Hình cảnh                     | Đã tham gia quay phim và phát sóng.                                          |
| 2010 | Vạn hoàng chi vương           | Đã tham gia quay phim và phát sóng.                                          |
| 2011 | Phi hổ 1                      | Đã tham gia quay phim và phát sóng.                                          |
| 2016 | Nữ nhân không biết nhõng nhẽo | Đã tham gia quay phim và phát sóng.                                          |
| 2016 | Sứ đồ hành giả 2              | Đã tham gia quay phim và phát sóng.                                          |

### Phim Điện ảnh
| Năm  | Tên Phim Tiếng Anh               | Tên Phim Tiếng Việt        |
| ---- | -------------------------------- | -------------------------- |
| 1993 | Flirting Scholar                 | Đường Bá Hổ điểm Thu Hương |
| 1993 | Tom, Dick and Hairy              |                            |
| 1993 | Modern Love Story                |                            |
| 1993 | Twilight Tubes                   |                            |
| 1993 | The Tiger- Legand of Canton      |                            |
| 1994 | Mary's Choice                    |                            |
| 1994 | Burdenn Of Proof                 |                            |
| 1994 | 惊心都市市之栽花劫               | Đô thị kinh hoàng.         |
| 1994 | She Was Married To The Mod       |                            |
| 1995 | 01:00 AM                         |                            |
| 1996 | Shun's Story                     | Câu chuyện của a Kin       |
| 1996 | Mr Mumble                        |                            |
| 1997 | Up For The Rising Sun            |                            |
| 1997 | Hero                             | Anh Hùng Mã Vĩnh Trinh     |
| 1997 | The Hunted Huner                 | Truy sát                   |
| 1999 | The Masked Prosecutor            | Dạ Xoa                     |
| 2000 | And I Hate You So                | Nam Thân Nữ Ái             |
| 2000 | Hardcore Poisoned Eyes           |                            |
| 2013 | Good Take                        |                            |
| 2014 | 老公大作战                       | Chồng muốn trèo cao        |
| 2016 | The Kid From The Big Apple       | Sophia Lin, Sarah's mother |
| 2016 | Fooling Around Jiang Hu 江湖悲劇 | Guest Starring             |
| 2018 | Back to the Past                 | Tầm Tần Ký                 |
| 2018 | A Witness out of the Blue        | Hiện Trường Phạm Tội       |
| 2019 | G Storm                          | G Phong Bạo                |
| 2021 | G Storm 5                        | G Phong Bạo                |

## Chương trình đã tham gia

### Chủ trì tiết mục Truyền hình | MC | Tuyên truyền
| Năm       | Tên chương trinh                                            | Đài truyền hình        |
| --------- | ----------------------------------------------------------- | ---------------------- |
| 1993-1994 | K-100                                                       | TVB                    |
| 2009      | Hoạt Trứ-Being (Chương trình khám phá Châu Phi)             | TVB                    |
| 2011      | Vận động tìm hiểu về pháp luật Hong Kong                    | ICAC phối hợp sản xuất |
| 2012      | Kỷ Hảo Thế giới (Chương trình khám phá Nam Phi)             | NowTV                  |
| 2013      | Petgazine (Chương trình về thú cưng)                        | NowTV                  |
| 2016      | Creative Hong Kong                                          | TVB                    |
| 2016      | Kháng cáo 5 phút (24/4/16)                                  | RTHK                   |
| 2017      | Hình tượng Mall姐 quảng bá cho ngân hàng Standard Chartered |                        |
| 2017      | Hình tượng Mall姐 quảng bá cho HKMA Smart Tips Channel      |                        |

### Tham gia quay MV ca nhạc | Co-star MV
| Năm  | Tên MV           | Ca sĩ trình bày |
| ---- | ---------------- | --------------- |
| 1992 | 请你跟我走       | Lữ Phương       |
| 1993 | 从没这么爱恋过   | Hứa Chí An      |
| 1993 | 准我再一次       | Alex To         |
| 1993 | 日出时让恋爱终结 | Trương Học Hữu  |
| 1993 | 爱多一次痛多一次 | Đàm Vịnh Lân    |
| 1994 | 總有一天等到妳   | Trương Học Hữu  |
| 1995 | 情缘巴士站       | Đàm Vịnh Lân    |
| 1996 | 獨一無二         | Đàm Vịnh Lân    |
| 1996 | 怎会如此         | Trương Trí Lâm  |
| 1999 | 爱得起           | Trương Gia Huy  |
| 2000 | 恋爱是个海       | Vương Hỷ        |
| 2003 | 冬暖夏凉         | Lý Khắc Cần     |

### Tham gia Album | Soundtrack
| Năm  | Tên album/bài hát/show                     | Tên tiếng hoa            |
| ---- | ------------------------------------------ | ------------------------ |
| 1997 | Album "Huynh đệ song hành"                 | 難兄難弟                 |
| 1997 | Nhạc kịch "Huynh đệ song hành"             | 難兄難弟之時來運到賀新春 |
| 1997 | Mamma Mia                                  | 美味天王                 |
| 2005 | Nhạc chủ đề phim "Chuyện về chàng Vượng"   | 十萬個為什麼             |
| 2005 | Nhạc kết thúc phim "Chuyện về chàng Vượng" | 軟糖                     |

### Tham gia thành phần ban giám khảo
| Năm  | Cuộc thi          | Người đăng quang |
| ---- | ----------------- | ---------------- |
| 2004 | Hoa hậu Hong Kong | Từ Tử San        |
| 2017 | Hoa hậu Hong Kong | Lôi Trang Nhi    |

### Tham gia diễn kịch/ khác
| Năm  | Tên chương trình                   | Thời gian          | Thời lượng | Địa điểm                              |
| ---- | ---------------------------------- | ------------------ | ---------- | ------------------------------------- |
| 2019 | Ant-Man and The Wasp: Nano Battle! | 31/3/2019          | 01 Game    | Hong Kong Disneyland Resort           |
| 2019 | 舞台劇 大辭職日                    | 6/7/2019 28/7/2019 | 27 suất    | Hong Kong Academy for Performing Arts |